# 몰도바의 코로나19 범유행
다음은 몰도바의 코로나19 범유행 현황에 대한 설명이다.
2019~20년 코로나바이러스 대유행은 2020년 3월 7일 이탈리아에서 돌아온 몰도바 여성이 이 신종 코로나바이러스에 양성반응을 보였을 때 몰도바 공화국에 도달한 것으로 확인됐다. 이후 며칠 동안 감염자 수가 증가하기 시작하자 의회는 3월 17일 60일(2020년 3월 17일~5월 15일) 동안 몰도바 공화국 전 영토에 비상사태를 선포했다. 3월 18일 COVID-19로 인한 첫 사망자가 등록되었다. 3월 23일 총 확진 건수는 100건을 넘어섰고 4월 7일에는 1000건을 넘어섰다. 4월 10일까지 트란스니스트리아 지역을 포함한 전국 모든 지역에서 사례가 확인되었다. 4월 27일, 전체 사망자 수는 100명을 넘어섰다. 2020년 4월 29일까지 몰도바 공화국에서 확인된 환자는 3771명으로 이 중 1114명이 회복되고 111명이 사망했다.

## 배경
세계보건기구(WHO)는 12일 2019년 12월 31일 처음 WHO의 주목을 받았던 중화인민공화국 후베이성 우한시의 한 집단에서 신종 코로나바이러스가 호흡기 질환의 원인임을 확인했다. 이 군단은 처음에 우한화난수산물도매시장과 연결되어 있었다. 그러나 실험실 확정 결과가 나온 그 첫 사례들 중 일부는 시장과 연관성이 없었고, 전염병의 근원은 알려져 있지 않다.
2003년 사스와 달리 COVID-19의 경우 치명률은 훨씬 낮았지만, 총 사망자 수가 상당할 정도로 감염 경로는 훨씬 더 컸다. COVID-19는 전형적으로 약 7일 정도의 독감과 유사한 증상을 보이며, 그 후 일부 사람들은 병원에 입원해야 하는 바이러스성 폐렴의 증상으로 발전한다. 3월 19일부터 COVID-19는 더 이상 "높은 결과 감염병"으로 분류되지 않았다.

## 같이 보기
- 나라별 코로나19 범유행
- 유럽의 코로나19 범유행
- 루마니아의 코로나19 범유행
- 우크라이나의 코로나19 범유행